# 2053
Năm 2053 (số La Mã: MMLIII). Trong lịch Gregory, nó sẽ là năm thứ 2053 của Công nguyên hay của Anno Domini; năm thứ 53 của thiên niên kỷ 3 và của thế kỷ 21; và năm thứ tư của thập niên 2050.